# Torpgöl (Ukna socken, Småland)
Torpgöl är en sjö i Västerviks kommun i Småland och ingår i Vindåns huvudavrinningsområde.